# Pauline (chanteuse)
Pour les articles homonymes, voir Pauline et Vasseur.
Pauline Vasseur, plus connue sous le mononyme de Pauline, est une auteure-compositrice-interprète et arrangeuse française née le 5 janvier 1988 à Lens dans le Pas-de-Calais.

## Biographie

### Enfance
Pauline Vasseur, qui commence le piano à l'âge de cinq ans, intègre le conservatoire de Lille à l'âge de douze ans. À quinze ans, elle décroche le DEM.
Elle est découverte lors de l'une de ses auditions au Conservatoire de Lille, à quinze ans et demi, par Jean-Claude Ghrenassia, alors directeur artistique chez Capitol Records (EMI) qui décide de lui faire signer un contrat.

### Allô le monde(2008-2009)
L'album Allô le monde sort le 1er octobre 2007. Pauline rencontre le succès avec la chanson du même nom, qui devient l'un des tubes de l'été 2008 en se hissant à la huitième place du Top 50 et en se vendant à 100 000 exemplaires.
Pauline est auteur et compositrice. Ainsi, elle compose et écrit la plupart de ses chansons. Elle inclut sur son album Vie de songes, la première chanson qu'elle a écrite lorsqu'elle avait quinze ans.
Dany Boon la découvre sur un plateau télé et décide de lui faire confiance.[réf. souhaitée]
Elle fera les premières parties à l'Olympia de Gad Elmaleh en décembre 2007.
Lors du grand concert organisé sur le Champ de Mars à l'occasion du 14 juillet 2008, Pauline, alors âgée de 20 ans, chante son tube devant 600 000 personnes.
La chanteuse fait une tournée en 2009 et son premier album est écoulé à plus de 100 000 exemplaires et est certifié disque d'or.

### La Vie du bon côté(2010)
Après avoir parcouru la France et la Belgique pour une tournée de 40 dates produites par le tourneur Gilbert Coullier, Pauline sort un nouveau single en mars 2010, intitulé Tous les Jours et coécrit avec François Welgryn. C'est le 1er extrait de son album La vie du bon côté qui sort le 31 mai 2010.
L'album se veut plus sombre que le précédent, avec une majorité de ballades mélancoliques au piano. La chanteuse a écrit la quasi-totalité des titres, Laisser Passer étant signé de Patrice Guirao. Le visuel est créé par Laurent Seroussi, connu pour avoir travaillé avec Nolwenn Leroy et Zazie.
Après Tous les Jours, Pauline lance le titre Dormons Mieux, puis Music Pop. Une vidéo réalisée par ses fans se filmant sur cette chanson est publiée, issue d'un concours proposé par la chanteuse via son site internet.

### Le Meilleur de nous-mêmes(2013)
À la recherche d'une maison de disque, l'artiste rencontre Rose-Hélène Chassagne, qui l'aide pour sortir son troisième album. Pauline devient le 12 avril 2012 une artiste Warner France. Le troisième album intitulé Le Meilleur de nous-mêmes sort le 27 mai 2013. Le premier single Je parle je parle avait été révélé le 5 février 2013. Le clip est vu 40 000 fois en trois mois sur YouTube.
Comme pour son premier album, la chanteuse s'est entourée de plusieurs auteurs, dont ceux qui ont participé à Allô le monde.
Elle participe à l'album Génération Goldman 2 où elle interprète La vie par procuration avec la chanteuse Leslie et Juste après avec Emmanuel Moire.
Le deuxième single Le meilleur de nous-mêmes est révélé le 13 janvier 2014.
Après 6 années d'absence sur la scène médiatique, selon un article publié sur le journal La Voix du Nord en 2019, la chanteuse Pauline prépare actuellement son quatrième album.
En 2023, Pauline entame une carrière au cinéma où elle joue un rôle mineur dans le film de Dany Boon, La Vie pour de vrai. Elle annonce également en juin 2023, préparer son quatrième album studio et écrire un roman.

## Discographie

### Albums
- 2007 : Allô le monde
- 2010 : La Vie du bon côté
- 2013 : Le Meilleur de nous-mêmes

### Singles
- 2007 : Allô le monde
- 2008 : C'est pas toi qui m'auras
- 2010 : Tous les jours
- 2010 : Dormons mieux
- 2013 : Je parle je parle
- 2013 : La vie par procuration (avec Leslie)
- 2013 : Le meilleur de nous-mêmes